# Rotala lucalensis
Rotala lucalensis är en fackelblomsväxtart som beskrevs av A. Fernandes och Diniz. Rotala lucalensis ingår i släktet Rotala och familjen fackelblomsväxter. Inga underarter finns listade i Catalogue of Life.